# Facobly
 (mai 2025).
La mise en forme du texte ne suit pas les recommandations de Wikipédia : il faut le « wikifier ».
Les points d'amélioration suivants sont les cas les plus fréquents. Le détail des points à revoir est peut-être précisé sur la page de discussion.
- Les titres sont pré-formatés par le logiciel. Ils ne sont ni en capitales, ni en gras.
- Le texte ne doit pas être écrit en capitales (les noms de famille non plus), ni en gras, ni en italique, ni en « petit »…
- Le gras n'est utilisé que pour surligner le titre de l'article dans l'introduction, une seule fois.
- L'italique est rarement utilisé : mots en langue étrangère, titres d'œuvres, noms de bateaux, etc.
- Les citations ne sont pas en italique mais en corps de texte normal. Elles sont entourées par des guillemets français : « et ».
- Les listes à puces sont à éviter, des paragraphes rédigés étant largement préférés. Les tableaux sont à réserver à la présentation de données structurées (résultats, etc.).
- Les appels de note de bas de page (petits chiffres en exposant, introduits par l'outil «  Source ») sont à placer entre la fin de phrase et le point final[comme ça].
- Les liens internes (vers d'autres articles de Wikipédia) sont à choisir avec parcimonie. Créez des liens vers des articles approfondissant le sujet. Les termes génériques sans rapport avec le sujet sont à éviter, ainsi que les répétitions de liens vers un même terme.
- Les liens externes sont à placer uniquement dans une section « Liens externes », à la fin de l'article. Ces liens sont à choisir avec parcimonie suivant les règles définies. Si un lien sert de source à l'article, son insertion dans le texte est à faire par les notes de bas de page.
- La présentation des références doit suivre les conventions bibliographiques. Il est recommandé d'utiliser les modèles {{Ouvrage}}, {{Chapitre}}, {{Article}}, {{Lien web}} et/ou {{Bibliographie}}. Le mode d'édition visuel peut mettre en forme automatiquement les références.
- Insérer une infobox (cadre d'informations à droite) n'est pas obligatoire pour parachever la mise en page.

Pour une aide détaillée, merci de consulter Aide:Wikification.
Si vous pensez que ces points ont été résolus, vous pouvez retirer ce bandeau et améliorer la mise en forme d'un autre article.
Facobly  est une localité de l'ouest de la Côte d'Ivoire, et appartenant anciennement au département de Kouibly, Région du Guémon. La localité de Facobly est un chef-lieu departement et de commune.

## Présentation générale
- Commune de Facobly
- Région du Guémon 
- Population : 46 272 habitants (2008)
- Superficie : 405 km2
- Situation : Facobly est située à l’Ouest de la Côte d’Ivoire, dans la Région du Guémon. Elle fait frontière avec : 
au Nord : le fleuve Sassandra sépare le département de Facobly des départements de Séguéla et de Vavoua, au Sud : le département de Biankouma et de Man.
La prédominance de la cacao culture et de la café culture classe Facobly dans la zone à revenu essentiellement agricole.

## Historique
Etymologiquement, Facobly signifie chez FAHE Cor. Le département est peuplé du groupement Wobê, de l’ethnie Wê, du groupe Krou. L’appellation Wobê viendrait de la colonisation. 
Selon l’histoire, une colonne militaire qui serait venue de Séguéla aurait demandé de savoir par quel terme étaient désignées les populations dont on allait entreprendre la conquête : il fut répondu qu’il s’agissait des « Wê-bè » c'est-à-dire : là-bas ! Ce sont les Wê.
Pour l'origine du nom, ce peuple est aussi appelé wê-gnon, ce qui voudrait dire le peuple qui a pitié autrement dit, le peuple hospitalier. 
La création de la commune de Facobly remonte à une ancienne période.
Consacrée commune par la loi N°85-1085 du 17 octobre 1985 portant création de quatre vingt dix huit (98) communes, et ouverte en 1986 par l’élection du Maire Kéi Gabriel, 1er Maire de Facobly.

## Économie
La prédominance de la cacao culture et de la café culture classe Facobly dans la zone à revenu essentiellement agricole.
- Aucune structure bancaire, ni de micro finance n’est représentée à Facobly.
- Commerce : Présence de toutes les activités commerciales avec trois (03) marchés dans trois villages, Facobly-ville, (tous les mardis),
Tieny-Seably (les samedis) et Soakpé (les jeudis) sont deux villages retirés de la commune avant les élections du 13 octobre 2019.
Zone forestière, Facobly attire beaucoup d’exploitants agricoles qui travaillent dans les plantations, et des forestiers qui ravitaillent les scieries de Man et d'ailleurs.

## Budget 2015
Le budget de l’exercice 2015 s’élève à cent quarante millions trois cent soixante mille (140 360 000) Francs CFA, dont : 
77 400 000 F CFA en Fonctionnement et 62 960 000 F CFA en Investissement.
La localité dispose d'un club de football, le Degan academy FC de Facobly, qui évolue en Championnat de Division Régionale, équivalent d'une « 4e division » .